# Torre de Sant Sebastià (Barcelona)
La Torre de Sant Sebastià és una estructura al moll Nou que funciona com a estació terminal del Telefèric del Port de Barcelona. Juntament amb la torre de Jaume I, està catalogada com a bé cultural d'interès local.

## Descripció
Té una alçada de 78,4 m, i el seu estintolament està format per sis creus de Sant Andreu i els seus perfils són força reforçats. No té plataformes intermèdies i tota la funció es concentra a la part superior, a la qual s'accedeix des d'un ascensor lateral. Aquesta és un gran volum prismàtic amb planta rectangular i ampliacions poligonals als costats llargs, que alberga un bar-restaurant i l'estació de les cabines.
En l'aspecte tècnic, destaca la destresa en la utilització d'estructures lleugeres d'acer per aconseguir que la torre resisteixi les tensions requerides.

## Història
El transbordador aeri va ser inaugurat el 13 de setembre de 1931, i inicialment s'hi instal·là un restaurant, anomenat l'Horta Valenciana.